# Garelli Garellino
Die Garelli Garellino war ein einfaches, leichtes Mofa des italienischen Herstellers Garelli, das von 1960 bis 1965 als wirtschaftliches Fahrzeug für den städtischen Verkehr produziert wurde. Es basierte auf einem normalen Fahrradrahmen und hatte einen kleinen Hilfsmotor (Fahrrad mit Hilfsmotor).

## Geschichte
Das Modell Garellino wurde Anfang der 1960er Jahre als besonders günstige Alternative zum Garelli Mosquito 38  entworfen. Es richtete sich an Nutzer, die ein einfaches Fahrzeug für kurze Distanzen suchten, das auch mit Pedalen wie ein Fahrrad bewegt werden konnte. Der Motor konnte über ein einfaches Auskuppelungssystem entkoppelt werden, sodass das Garellino wie ein normales Fahrrad fahrbar blieb. Die Konstruktion war minimalistisch gehalten: ein leichtes Fahrrad mit zusätzlichem Zweitaktmotor und automatischer Fliehkraftkupplung (Centrimatic).
Äußerlich blieb das Modell während der Produktionszeit nahezu unverändert; lediglich der Tank und die Motordeckel wurden leicht angepasst.

## Technische Daten
| Merkmal               | Angabe                                            |
| --------------------- | ------------------------------------------------- |
| Motor                 | 2-Takt, Einzylinder                               |
| Hubraum               | 49 cm³                                            |
| Bohrung × Hub         | 40 mm × 39 mm                                     |
| Verdichtung           | 7 : 1                                             |
| Leistung              | 1,4 kW (1,9 PS) bei 5000/min                      |
| Zündung               | Schwunglichtmagnetzündung                         |
| Vergaser              | Dell’Orto S12                                     |
| Schmierung            | Gemischschmierung                                 |
| Kupplung              | automatische Fliehkraftkupplung (Trockenkupplung) |
| Getriebe              | keine Gangschaltung                               |
| Antrieb               | Keilriemen (Centrimatic)                          |
| Startsystem           | Pedale                                            |
| Rahmen                | Fahrradrahmen mit Hilfsmotoraufnahme              |
| Vorderradaufhängung   | starre Gabel oder Teleskopgabel (je nach Version) |
| Hinterradaufhängung   | starr                                             |
| Räder                 | Speichenräder                                     |
| Reifen                | 2 × 19" (vorn und hinten)                         |
| Bremsen               | Felgenbremse oder Trommelbremse (modellabhängig)  |
| Gewicht               | ca. 40 kg                                         |
| Höchstgeschwindigkeit | 40 km/h                                           |
| Verbrauch             | ca. 1,0 l/100 km                                  |
| Tankinhalt            | 4,4 Liter                                         |